# Elulmeix
Elulmeix o Elulumeš va ser rei de Sumer, de la Dinastia Guti, que va regnar cap a la fi del tercer mil·lenni aC durant sis anys, segons diu la Llista de reis sumeris.
No es conserven textos d'aquest període, però es creu que va iniciar les incursions dels gutis en territori d'Accad. Alguns autors han suggerit que aquest Elulmeix podria ser el mateix que Elulu d'Accad, també conegut per la Llista de reis sumeris. Va succeir Xulme i el va succeir Inimabakeix.